# 木村穂乃香
木村 穂乃香（きむら ほのか、1986年4月30日 - ）は、日本のAV女優。プライムエージェンシー→GG所属。

## 略歴
2020年10月、マドンナ専属女優としてAVデビュー。
2021年3月をもって専属を離れ、企画単体女優となる。

## 人物
趣味は野球観戦。
既婚者で夫とはセックスレス、普段は丸の内で秘書として働いている。
初体験の相手は年上のアルバイト先の社員で、自らアタックして付き合うようになった。
知り合いに「（AVに）出てみない?」と言われて「無理」と返事をしたが、それからAVに興味が湧き見るようになり、出演する女優が気持ちよさそうにしているのを半信半疑で見ながら自分もそうなれるのかと思い、1本だけ出演してみようと声を掛けてきた知り合いに改めてお願いした。
AVに興味を持ってからは多くの作品を見るようになり、オナニーのおかずにもしていて、一番好きな女優は川上奈々美。

## 作品

### アダルトDVD
- イイオンナの方程式 綺麗×上品×妖艶=木村穂乃香 34歳 AV Debut!!（10月25日、マドンナ）
- ミーティングルームNTR 金曜日の16時、いつも妻は会議室に消えていく…。 本能的SEXを魅せる美魔女・新人《中出し》解禁!!（11月25日、マドンナ）
- 夫と子作りSEXをした後はいつも義父に中出しされ続けています…。（12月25日、マドンナ）

- 生姦の湯 湯けむりで燃え上がる、1泊2日の寝取られ温泉旅行。（1月25日、マドンナ）
- 出張先のビジネスホテルでずっと憧れていた女上司とまさかまさかの相部屋宿泊（2月25日、マドンナ）
- 月9ドラマのような運命的な出会いからスタートした不倫関係、しかし早漏なのがバレて何度も何度も強制中出しさせられた情けない僕。（3月25日、マドンナ）
- 寝ている義母のお尻を嫁のお尻と間違えて、義母とは知らずに即挿入。（5月7日、VENUS）
- マジックミラー号ハードボイルド 街行く心優しい人妻さん!デカチンすぎて恋人ができず寂しい男性と唾液ダラダラ密着ベロチュー素股してもらえませんか!? オマ○コの下でどんどん大きくなるチ○ポに糸引くほど濡れ出しご無沙汰妻のデカ尻に巨根をねじ込み激ピストン!絶頂ま○こに生中出し!（5月7日、サディスティックヴィレッジ）※オムニバス作品
- 人妻の潮、全部抜く大作戦! 旦那様とのセックスレスを相談に来た人妻が、「体内の潮を全部抜ければ100万円!」にチャレンジ!! マシンバイブでごぶさたオメコを貫通され、イキっぱなし失禁潮がダダ漏れになった素人妻にデカマラ中出し、合計12発!（6月10日、サディスティックヴィレッジ）※オムニバス作品
- 「おばさんが何回でも勃たせてあげる!!」 素人熟女妻たちによる童貞筆下ろし 16 ALL2連続生中出し 3組完全収録!（6月25日、クリスタル映像）※オムニバス作品
- お隣さんに妻を貸しだしました 2（6月25日、ながえスタイル）
- セレブ生活の裏側 青木玲 木村穂乃香（7月1日、プラネットプラス）
- レースクイーンラバーズ（7月13日、ミル）
- 奇妙な家族関係（8月19日、KSB企画）
- 禁断オフィスレズビアン ～新人OLを舐めつくすお局上司～ 木村穂乃香 竹内夏希（9月7日、U&K）
- お色気P●A会長 & 悩殺女教師と悪ガキ生徒会 木村穂乃香 水川由里（10月7日、グローリークエスト）

- ノーパンパンストレズビアン ～匂うつま先、テカる美脚のパンストマニアックス～（3月1日、U&K）※オムニバス作品

### アダルトVR
- 人妻の女上司と不倫―。出張終わりに会社をサボって 1日中ダラダラ巣篭りSEX。（2021年4月19日、マドンナ）

## 出演

### ネット配信
- 愛原れのと木村穂乃香の本気も本気! #38（2021年6月28日、ニコニコ生放送）

## 掲載

### 雑誌
- 月刊FANZA 2021年1月号（ジーオーティー） - インタビュー「HATSUMONO!」

### 新聞
- サンケイスポーツ（2020年11月25日） - インタビュー「私のAV」[6]
- サンケイスポーツ（2021年2月13日） - インタビュー「もっと奥まで!ヒメ撮り」[7]
- 東京スポーツ（2021年2月19日） - インタビュー「人気AV女優の素顔と私生活」[8]